# Desa Besowo (administrativ by i Indonesien, lat -6,84, long 111,66)
Desa Besowo är en administrativ by i Indonesien.   Den ligger i provinsen Jawa Timur, i den västra delen av landet, 500 km öster om huvudstaden Jakarta.